# Pocisk rakietowy ziemia–powietrze
Zasugerowano, aby zintegrować ten artykuł z artykułem Przeciwlotniczy pocisk rakietowy. Nie opisano powodu propozycji integracji.

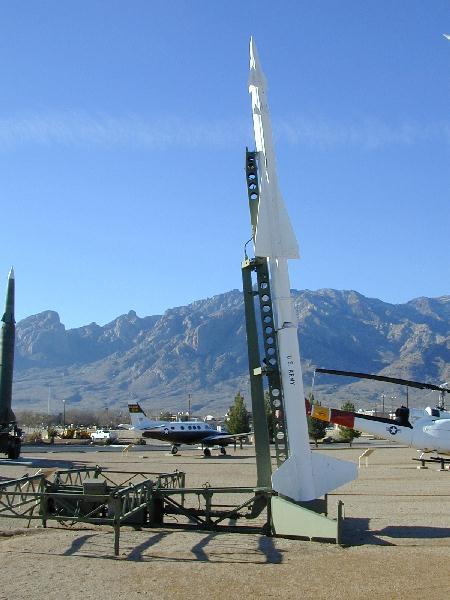
Pocisk kierowany ziemia-powietrze MIM-3 Nike Ajax

Rakietowy pocisk ziemia-powietrze (ang. Surface-to-air missile, SAM) – pocisk rakietowy wystrzeliwany z ziemi, przeznaczony do zwalczania celów powietrznych, w szczególności samolotów.
Pocisk rakietowy ziemia-powietrze może być odpalany zarówno z wyrzutni stałych jak i ruchomych, najmniejsze wersje tej broni mogą być przenoszone i odpalane przez jedną osobę i zaliczane są często do broni typu przenośny przeciwlotniczy zestaw rakietowy (PPZR) (ang. Man Portable Air Defence System (MANPADS)). Przykładem broni PPZR jest rakieta amerykańskiej produkcji FIM-92 Stinger oraz radziecki Strzała-2, eksportowany do krajów będących pod wpływami ZSRR w latach zimnej wojny. Własne wersje pocisków rakietowych PPZR opracowały ponadto kraje takie jak: Wielka Brytania, Indie, Izrael, Francja, Kanada i ChRL.
Naziemne stanowiska rakiet ziemia-powietrze są zwykle rozlokowywane na przenośnych wyrzutniach, pojazdach kołowych lub gąsienicowych. Mobilne wyrzutnie gąsienicowe są zwykle opancerzone i specjalnie zaprojektowane pod kątem przenoszenia tego typu broni. Większe rakiety ziemia-powietrze mogą być rozmieszczone na wyrzutniach stałych, jednak w razie potrzeby odholowane i umieszczone w żądanej lokalizacji.
W powszechnym użyciu znajdują się także pociski rakietowe typu ziemia-powietrze zainstalowane na okrętach wojennych. Praktycznie każdy współczesny wojenny okręt nawodny powinien być zaopatrzony w tego typu broń, gdyż wymagania współczesnego pola walki wręcz wymuszają zastosowanie rakiet tego typu. Niektóre typy okrętów wyspecjalizowane są w wykorzystywaniu przeciwlotniczej broni rakietowej, np. krążowniki rakietowe typu Ticonderoga są wyposażone w zautomatyzowany system dowodzenia AEGIS (system integrujący środki zabezpieczenia działań obrony powietrznej w zakresie systemu wczesnego ostrzegania, (Airborne Early Warning Ground Environment Integration System), mający z założenia być tarczą ochronną dla Marynarki Wojennej Stanów Zjednoczonych i służyć automatycznemu wykrywaniu celów i niszczenia ich za pomocą elektronicznego systemu naprowadzania.
Cele nieprzeznaczone dla przenośnych rakiet PPZR zwykle są rozpoznawane przez lotniczą, pokładową stację radiolokacyjną do wykrywania celów (Airborne Search Radar, ASR) i następnie śledzone, namierzone i zniszczone przez pocisk ziemia-powietrze odpalony w kierunku celu. Namierzenie obiektu następuje przed identyfikacją celu z użyciem wtórnego radaru dozorowania (Secondary Surveillance Radar, SSR), będącego rozwinięciem systemu wczesnej radioelektronicznej identyfikacji swój-obcy (Identification Friend or Foe, IFF).